# Jaroslav-Seifert-Preis
Der Jaroslav-Seifert-Preis ist der bedeutendste Literaturpreis Tschechiens. Der nach dem bislang einzigen tschechischen Literaturnobelpreisträger Jaroslav Seifert benannte Preis ist derzeit mit 100.000 Kronen dotiert und wird seit 1986 von der Stiftung der Charta 77 (Nadace Charty 77) durch eine unabhängige Kommission vergeben.

## Preisträger
- 1986 – Dominik Tatarka
- 1987 – Ludvík Vaculík
- 1988 – Ivan Diviš
- 1989 – Karel Šiktanc
- 1990 – Emil Juliš
- 1991 – Jiří Kolář
- 1992 – Ivan Wernisch für das Werk Frc (Gedicht-Übersetzungen)
- 1992 – Josef Hiršal
- 1993 – Bohumil Hrabal
- 1994 – Milan Kundera für das Werk Unsterblichkeit
- 1995 – Antonín Brousek
- 1995 – Petr Kabeš
- 1996 – Zbyněk Hejda für das Werk Valse mélancolique ISBN 80-85247-69-0.
- 1996 – Jiřina Hauková
- 1997 – Karel Milota
- 1998 – Věra Linhartová für das Werk Mes oubliettes
- 1999 – Jiří Kratochvil
- 2000 – Pavel Šrut
- 2001 – Zdeněk Rotrekl
- 2002 – Jiří Gruša für das Werk Wacht am Rhein aneb Putovní ghetto
- 2003 – Miloslav Topinka
- 2004 – Viktor Fischl, Josef Škvorecký
- 2005 – Michal Ajvaz, Jiří Suchý
- 2006 – Ivan Martin Jirous
- 2007 – František Listopad für den Gedichtband Rosa definitiva
- 2008 – Václav Havel
- 2009 – Ludvík Kundera
- 2010 – Jáchym Topol
- 2011 – Karel Šiktanc
- 2012 – Vladimír Binar
- 2015 – Eugen Brikcius
- 2017 – Jiří Brabec, Jiří Opelík
- 2019 – Miroslav Petříček